# Gaston Bell
Gaston Bell (Boston, 27 settembre 1877 – Woodstock, 11 dicembre 1963) è stato un attore, cantante teatrale e cinematografico del muto statunitense soprannominato familiarmente Billy.

## Biografia
Figlio di George e Elizabeth Bell, nacque a Boston nel 1877. Dopo essersi diplomato alla American Academy of Dramatic Arts di New York, intraprese la carriera di attore nella compagnia di Charles Frohman. Nel 1903, andò in tour con The Christian, lavoro di Hall Caine del 1897. Il nome di Gaston Bell appare anche in alcuni spettacoli di Broadway.
Bell iniziò a lavorare nel cinema nel 1912 per la casa di produzione Majestic Motion Picture Company, apparendo in almeno due cortometraggi, Opportunity e A Warrior Bold. Prima di passare alla Lubin Manufacturing Company per la quale prese parte ad alcuni film tratti da commedie di Charles Klein, girò alcuni cortometraggi anche per la Kinemacolor Film Company. 
Uno dei suoi film più conosciuti fu, nel 1915, The Heart of a Gypsy dove apparve come partner della celebre Theda Bara. 
Alla fine del 1918, Bell tornò a lavorare in teatro con compagnie di giro: recitò in The Naughty Wife e, l'anno seguente, in Cheating Cheaters di Max Marcin. In quel periodo, divorziò a Reno dalla moglie Adelaide Cronley mettendo fine a un matrimonio che era durato dieci anni. In seguito, Bell si ritirò a vita privata a Woodstock, nello stato di New York. Passò a gestre una locanda, continuando però ad occuparsi di teatro: si dedicò infatti alla stesura di lavori teatrali e diresse la Woodstock Community Players.

Gaston Bell morì a Woodstock nel dicembre 1963 all'età di 86 anni.

## Filmografia
- Opportunity - cortometraggio (1912)
- A Warrior Bold - cortometraggio (1912)
- Her Husband's Story - cortometraggio (1912)
- How to Live 100 Years, regia di David Miles - cortometraggio (1913)
- A Mother's Spirit - cortometraggio (1913)
- Nathan Hale, regia di David Miles - cortometraggio (1913)
- Love in the Dark, regia di David Miles - cortometraggio (1913)
- The Carbon Copy, regia di David Miles - cortometraggio (1913)
- The Rivals, regia di Theodore Marston - cortometraggio (1913)
- The Third Degree, regia di Barry O'Neil - cortometraggio (1913)
- The Lion and the Mouse, regia di Barry O'Neil (1914)
- The Daughters of Men, regia di George Terwilliger (1914)
- The Gamblers, regia di George Terwilliger (1914)
- A Daughter of Eve, regia di Barry O'Neil - cortometraggio (1914)
- The Wolf, regia di Barry O'Neil (1914)
- The House Next Door, regia di Barry O'Neil (1914)
- The Fortune Hunter, regia di Barry O'Neil (1914)
- Destruction, regia di Will S. Davis (1915)
- The Heart of a Gypsy, regia di Harry McRae Webster e Charles Miller[2] (1919)

## Spettacoli teatrali
- Julie Bonbon (Broadway, 1 gennaio 1906)
- Brewster's Millions (Broadway, 31 dicembre 1906)
- Seven Sisters (Broadway, 20 febbraio 1911)